# Celiptera alvina
Celiptera alvina là một loài bướm đêm trong họ Erebidae.